# Reprua
Reprua (georgiska: რეპრუა) är en flod i Gagra-distriktet i Abchazien. Endast 27 m (89 ft) lång, är det en av de kortaste namngivna floderna i världen. Den påstås också vara den djupaste floden i världen med ett djup på mer än 2 300 m.
Källorna till floden finns i karstgrottan Krubera. Reprua rinner ut i Svarta havet i den sydvästra utkanten av Gagra.